# Hydace de Chaves
Pour les articles homonymes, voir Chaves.
Hydace de Chaves (en latin Hydatius ; on trouve aussi « Idace » ou « Hidace » ; et de Chaves, du nom de la ville du nord-est du Portugal, Chaves) est un chroniqueur et évêque, au Ve siècle, de la province de Gallaecia (actuelle Galice et nord du Portugal, jusqu'au Douro) selon ses affirmations rapportées dans sa chronique (Hydatii Gallaeciae episcopi chronicon).

## Sources
Hydace, malgré le rôle important qu'il semble avoir joué durant sa vie, n'est connu que par sa Chronique et par une mention dans la correspondance entre le pape Léon Ier et l'évêque Thoribius (Léon le Grand, Epistolae, XV).

## Biographie
Hydace est né vers 395 à Lemica. Hydace lui-même, dans la préface de la Chronique, nous indique qu'il est né précisément dans la cité de Lémica, qui correspond aujourd'hui au lieu-dit « A Cibda », près de Xinzo de Limia (Galice). La date de sa naissance, par contre, ne peut qu'être déduite des personnalités qu'il cite et du fait qu'il voyage en Orient « infantulus et pupillus », le voyage lui-même se situant approximativement dans les premières années du Ve siècle.
Le voyage qu'il effectue en Orient dans sa jeunesse, et son éducation soutenue laissent penser qu'il est né dans une famille hispano-romaine de rang assez élevé. Cependant, nous ne possédons aucune information solide sur les origines familiales d'Hydace. On soupçonne une parenté avec l'évêque Hydace de Mérida. Christian Matthias Theodor Mommsen propose même qu'Hydace soit son fils (Monumenta Germaniae Historica, Auctores antiquissimi, t. XI, p. 4.).
Son voyage en Orient fut pour lui très important. En dehors du dépaysement qu'ont dû provoquer la Palestine et l'Égypte sur un jeune galicien, sa rencontre avec saint Jérôme, alors moine à Bethléem, fut si marquante, qu'il l'évoque à deux reprises dans sa Chronique. Il en conçut peut-être le projet d'écrire cette Chronique, qui est une continuation de celle de saint Jérôme.
Rentré en Hispanie, Hydace opère une « conversion ». Il ne s'agit pas de la conversion d'un païen au christianisme, - comment alors expliquer son voyage en Orient -, mais plutôt de son entrée dans la cléricature (416) avant de devenir, en 427, évêque d’Aquae Flaviae (actuellement Chaves, ville de la province romaine Gallaecia).
Contemporain des invasions dans la péninsule ibérique, il s’oppose surtout aux Suèves, protège la population galaïco-romaine, et part même rencontrer le général romain Aetius pour un appel à  l’aide (431).
Sur le plan religieux, il combat activement les nombreuses sectes et lutte fermement contre les hérésies, notamment le manichéisme en  445 et le  priscillianisme. En 460, son opposition aux Suèves le fait arrêter dans son église de Chaves. Il reste trois mois prisonnier du roi Frumarius.
Il meurt quelques années plus tard, après 469 (date à laquelle s'achève la Chronique), probablement en 470.

## L'œuvre: laChronique
Idace, témoin oculaire du début des Grandes invasions en péninsule ibérique, contemporain des Suèves, est l’auteur d’une précieuse Chronique allant de l’année 379, à 469. Il se concentre principalement sur les éléments politiques, militaires et religieux. De plus, comme à partir de 451 la Gallaecia se retrouve de plus en plus isolée du monde méditerranéen, il a tendance à restreindre son propos à l'Hispanie.
Ayant vu l'effondrement de l'Empire romain en Occident, il craint fortement les Germains polythéistes ou ariens, qui en prennent la succession en Europe. Il ne peut imaginer l'avenir du christianisme hors de l'empire. C'est pourquoi, la fin de sa Chronique recense de plus en plus de prodiges pouvant être interprétés comme des signes de la fin du monde. Il semblait attendre celle-ci pour l'année 482.
Sa Chronique est également l'un des plus anciens écrits, faisant référence à l'Ère d'Espagne, énoncée sous la référence Aer. Hisp.

## Édition et traduction
- Hydace (Introduction, texte critique, traduction : Alain Tranoy), Chronique, t. 1, Paris, éd. du Cerf, coll. « Sources Chrétiennes » (no 218-219), septembre 1976, 186 p. (ISBN 978-2-204-03402-9, présentation en ligne)
  - Chronique, t. 2, Paris, éd. du Cerf, coll. « Sources Chrétiennes », septembre 1976, 171 p. (ISBN 978-2-204-03403-6)